# (35087) von Sydow
1990 UE5 (asteroide 35087) é um asteroide da cintura principal. Possui uma excentricidade de 0.08800650 e uma inclinação de 21.24053º.
Este asteroide foi descoberto no dia 16 de outubro de 1990 por Eric Walter Elst em La Silla.